# Brand New Eyes
Albums de Paramore
The Final Riot!
(2008) Paramore
(2013)
Singles
1. Ignorance
Sortie : 7 juillet 2009
2. Brick By Boring Brick
Sortie : 23 novembre 2009
3. The Only Exception
Sortie : 19 avril 2010
4. Careful
Sortie : 12 juillet 2010
5. Playing God
Sortie : 15 novembre 2010

Brand New Eyes est le 3e album studio du groupe Paramore, qui est sorti le 29 septembre 2009 aux États-Unis et au Canada. Produit par Rob Cavallo, l'album est sorti sous le label Fueled by Ramen. Il a été certifié  Platine (1 million de copies vendues) par la RIAA le 22 mars 2016.

## Liste des chansons
Toutes les chansons sont écrites et composées par Hayley Williams & Josh Farro sauf indications supplémentaires.
| No  | Titre                   | Auteur                 | Durée |
| --- | ----------------------- | ---------------------- | ----- |
| 1.  | Careful                 |                        | 3:50  |
| 2.  | Ignorance               |                        | 3:38  |
| 3.  | Playing God             | Williams, Farro & York | 3:02  |
| 4.  | Brick By Boring Brick   |                        | 4:13  |
| 5.  | Turn It Off             |                        | 4:19  |
| 6.  | The Only Exception      |                        | 4:27  |
| 7.  | Feeling Sorry           | Williams, Farro & York | 3:05  |
| 8.  | Looking Up              |                        | 3:29  |
| 9.  | Where the Lines Overlap |                        | 3:18  |
| 10. | Misguided Ghosts        | Williams, Farro & York | 3:01  |
| 11. | All I Wanted            | Williams & York        | 3:45  |

| 12. | Decode | 4:21 |

| 13. | Ignorance (Version acoustique)               | 3:40 |
| 14. | Where The Lines Overlap (Version acoustique) | 3:12 |

## Liste des singles
- Le premier single fut Ignorance. Il n'atteignit que la 67e position des charts américains. Le single est sorti le 7 juillet 2009.
- Le deuxième single fut Brick By Boring Brick. Il atteignit la 28e position du Billboard Rock Songs. Le single est sorti le 23 novembre 2009.
- Le troisième single est The Only Exception. Le single est sorti le 19 avril 2010[2].
- Le quatrième single Careful. Le single est sorti le 12 juillet 2010.
- Le cinquième single Playing God. Le single est sorti le 15 novembre 2010.